# Eidgenössische Feste

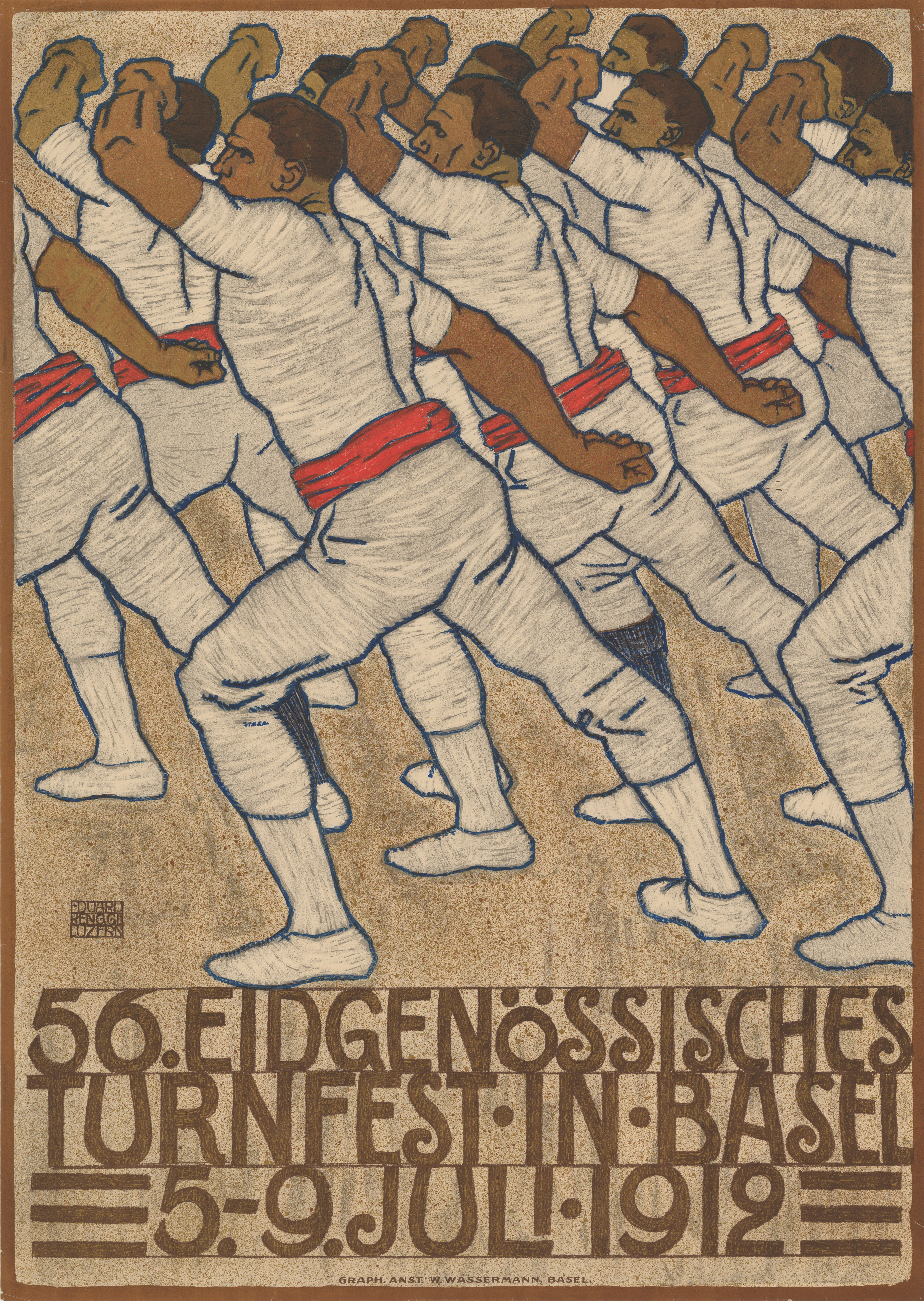
Eidgenössisches Turnfest in Basel 1912

Eidgenössische Feste (französisch Fête Fédérale, italienisch Festa federale, rätoromanisch Festa federala) sind nationale Feste in der Schweiz, die beim Aufbau der Willensnation Schweiz eine tragende Rolle spielten und für deren Zusammenhalt weiterhin von Bedeutung sind. Die gemeinsamen Feste drücken die Verbundenheit aller Teilnehmer aus, obgleich diese verschiedenen sprachlichen und kulturellen Gruppen (deutscher, französischer, italienischer und rätoromanischer Kulturkreis) angehören.

## Geschichte
Heinrich Zschokke, der Leiter des Büros für Nationalkultur in der Helvetischen Regierung in Luzern, regte um 1799 die Durchführung von Nationalfesten an. Er hatte Verbindungen zur Helvetischen Gesellschaft, der bedeutendsten gesamtschweizerischen Vereinigung, die im aufklärerischen Geist der Zeit (Sozietätsbewegung) eine alle Grenzen überschreitende Freundschaft, die Entfaltung eines Nationalgefühls und den eidgenössischen Zusammenhalt pflegte.
Die Schweiz hatte mit dem Franzoseneinfall von 1798, den Jahren der französischen Besetzung und als europäischer Kriegsschauplatz ihre Machtlosigkeit und Abhängigkeit erfahren. Diese Demütigung liess kein nationales Erwachen wie in Frankreich oder Deutschland und keine nationale Hochstimmung aufkommen, dafür das Gefühl vaterländischer Zusammengehörigkeit. Die aufgezwungene, zentralistische Helvetische Republik hatte dem Volk den Einheitsstaatsgedanken gründlich verleidet.
Die Unspunnenfeste von 1805 und 1808 gelten als Vorläufer der eidgenössischen Feste. Mit den Unspunnenfesten sollte dem Schweizervolk nach den Jahren der Demütigung wieder einmal Gelegenheit zu echter Festfreude geboten werden, schweizerische Kampfspiele und Lieder sollten das Selbstgefühl und das Nationalbewusstsein stärken. Die Unspunnenfeste hatten auch eine vermittelnde Funktion zwischen den Anhängern des Ancien Régime, die ihre Position wieder zu stärken versuchten und den Patrioten, die versuchten die freiheitlichen Errungenschaften der Helvetik zu retten.
Die ersten «Eidgenössischen» fanden bereits vor der Gründung des Bundesstaates von 1848 statt. Sie waren wichtige Plattformen für die Bildung der Willensnation Schweiz und die Einführung der Direkten Demokratie: Das erste Eidgenössische Fest war das Eidgenössische Schützenfest 1824 in Aarau. In der Regenerationszeit wurden die Schützenfeste zur Plattform der politischen Erneuerungsbewegungen. 1832 fand das erste Eidgenössische Turnfest und 1843 das erste Eidgenössische Sängerfest statt. Parallel dazu wurde mit Gedenkfeiern und Festspielen die Erinnerung an Ereignisse der eidgenössischen Geschichte wie Bündnisse, Schlachten und Kriege neu belebt. Als Vorläufer dieser vaterländischen Feiern sind die seit dem Spätmittelalter zelebrierten Schlachtjahrzeiten und die in Flugdruckschriften zirkulierenden Schlachtlieder der alten Eidgenossen zu betrachten.
Lieder und Ansprachen an den «Eidgenössischen» enthielten oft Aufrufe zu politischen Veränderungen. Prominente Liberale aus anderen Kantonen erhielten Applaus. Dies wurde nicht überall gerne gesehen. Am Eidgenössischen Schützenfest von 1830 in Bern veranlasste die dortige Kantonsregierung beim Organisationskomitee, dass es über Lieder und Ansprachen eine diskrete Zensur verhängte. Einzelne Sektionen reagierten auf diese Bevormundung und drohten das Fest vorzeitig zu verlassen. Der konservativ-demokratische Pfarrer und Volksliederdichter Gottlieb Jakob Kuhn beklagte, dass alte Schweizerart und alte Schweizerlieder nicht mehr Mode seien und schloss sein Lied mit dem Refrain „Drum fort mit der Zensur“. Der ungestörte Ablauf des Anlasses war schlussendlich nur möglich, in dem die Veranstalter auf jede Beeinflussung von Reden und Gesang verzichteten.
In der Zweiten Hälfte des 19. Jahrhunderts erhielten weitere Feste ihren festen Platz in der traditionellen Festkultur und der Pflege des eidgenössischen Zusammenhalts. Dabei wurde bewusst auf die Integration der verschiedenen Sprachen und Konfessionen geachtet: 1864 das Eidgenössische Musikfest, 1894 das Eidgenössische Schwingfest und das Eidgenössische Pontonierwettfahren. Das Eidgenössische Schwing- und Älplerfest wurde 1895, das Eidgenössische Armbrustschützenfest 1898, das Eidgenössische Hornusserfest 1903, das Eidgenössische Tambouren- und Pfeiferfest 1908, das Eidgenössische Jodlerfest 1924 und das Eidgenössische Trachtenfest 1931 erstmals abgehalten.
Als zentrales Element grosser eidgenössischer Feste und Jubiläen erlebte das Festspiel – eine neuere Variante der Gedenkfeiern – seine Blütezeit zwischen 1886 und 1914.
Seit 1926 wird das Eidgenössische Feldschiessen jährlich mit rund 150'000 Teilnehmern im ganzen Land verteilt an jeweils zwei Tagen durchgeführt.

## Organisation
Die eidgenössischen Feste werden durch die nationalen oder kantonalen Dachorganisationen der Vereine und Verbände organisiert. Nur der Eidgenössische Dank-, Buss- und Bettag (ab 1796) und der Schweizer Bundesfeiertag (ab 1891) sind staatlich angeordnet.
Nach dem Muster der Eidgenössischen bildete sich analog dem föderalistischen Staatsaufbau und dem Subsidiaritätsprinzip ein weit verzweigtes Netz von kantonalen und regionalen Vereinsfesten, wobei die Eidgenössischen Feste jeweils den Höhepunkt dieser abgestuften Festkultur darstellen. An den Festen können sich die auf Gemeindeebene organisierten achtzig- bis hunderttausend Vereine – die Hälfte davon sind Sportvereine – in friedlichem Wettkampf messen und der Öffentlichkeit zeigen, welche Leistungen und Fähigkeiten sie sich durch jahrelanges Training und Übungen angeeignet haben. Die Hälfte der Einwohner über vierzehn Jahre sind Mitglieder in mindestens einem Verein.
Die Feste werden in regelmässigen Abständen und jedes Mal an neuen Festorten durchgeführt, um die regionalen Interessen, Möglichkeiten und den föderalen Aufbau der Eidgenossenschaft gebührend zu berücksichtigen. Obwohl die verkehrstechnisch gut erschlossenen Städte des Mittellands im Vorteil sind, gibt es auch Abstecher in die Innerschweiz, den Jura und das Tessin, um alle Kantone einzubeziehen.

## Erste Eidgenössische Feste
| Jahr | Eidgenössisches ...                                       | Erster Austragungsort | Veranstalter                                                        | Letztes Fest                        | Teilnehmer        | Besucher              | Nächstes Fest                                                                                          |
| ---- | --------------------------------------------------------- | --------------------- | ------------------------------------------------------------------- | ----------------------------------- | ----------------- | --------------------- | --- |
| 1805 | Unspunnenfest / Unspunnen-Schwinget                       | Interlaken            | Verein Schweizerisches Trachten- und Alphirtenfest, Unspunnen       | 2017 Fest und Schwinget, Interlaken | 4'000             | 90'000                | 2029 Unspunnenfest, Interlaken                                                                         |
| 1824 | Schützenfest                                              | Aarau                 | Schweizer Schützenverband (SSV)                                     | 2015 Raron, Visp                    | 37'000            | 10'000                | 2026 Chur                                                                                              |
| 1832 | Turnfest                                                  | Aarau                 | Schweizerischer Turnverband (STV)                                   | 2019 Aarau                          | 69'000            | 200'000               | 2025 Lausanne                                                                                          |
| 1843 | Sängerfest/Gesangsfest                                    | Zürich                | Eidg. Sängerverein/Schweizerische Chorvereinigung (SCV)             | 2015 Meiringen                      | 13'000, 400 Chöre | 30'000                | 2029 ?                                                                                                 |
| 1864 | Musikfest                                                 | Solothurn             | Eidg. Musikverein / Schweizer Blasmusikverband                      | 2016 Montreux                       | 284 Musikvereine  | 150'000               | 2026 Biel/Bienne                                                                                       |
| 1895 | Schwing- und Älplerfest                                   | Biel                  | Eidgenössischer Schwingerverband (ESV)                              | 2022 Pratteln                       | 276               | 420'000 in drei Tagen | 2025 Mollis                                                                                            |
| 1894 | Pontonierwettfahren (Pontoniersport)                      | Zürich                | Schweizerischer Pontonier-Sportverband                              | 2022 Aarburg AG                     | 1'500             | 7'000                 | 42. Eidgenössisches Pontonierwettfahren 2025 in Schmerikon                                             |
| 1898 | Armbrustschützenfest                                      | Zürich-Oberstrass     | Eidgenössischer Armbrustschützenverband                             | 2022 Neuwilen                       | 1'000             | ?                     | 2026 Weesen                                                                                            |
| 1903 | Hornusserfest (Hornussen)                                 | Heimiswil             | Eidgenössischer Hornusserverband (EHV)                              | 2018 Walkringen                     | 5'500             | 20'000                | 39. Eidgenössisches Hornusserfest im 2024 in Höchstetten BE                                            |
| 1908 | Tambouren- und Pfeiferfest                                | Zürich                | Schweizerischer Tambouren- und Pfeiferverband (STPV)                | 2018 Bulle                          | 3'000             | 10'000                | 2022 ?                                                                                                 |
| 1924 | Jodlerfest                                                | Basel                 | Eidgenössischer Jodlerverband                                       | 2017 Brig-Glis                      | 10'000            | 110'000               | 26.–28. Juni 2020 Basel                                                                                |
| 1926 | Feldschiessen                                             | alle Kantone          | Schweizer Schützenverband (SSV)                                     | jährlich ganze Schweiz              | 150'000           | -                     | jährlich ganze Schweiz                                                                                 |
| 1931 | Eidgenössisches Trachtenfest / Trachtenchorfest seit 2001 | Genf                  | Schweizerische Trachtenvereinigung                                  | 2016 Lugano Trachtenchorfest        | 2'000             | 75'000                | Schweizerisches Volkstanzfest 2019 in Langnau im Emmental, Eidgenössisches Trachtenfest 2023 in Zürich |
| 1937 | Eidgenössische Nationalturntage                           | Neuenburg             | Eidgenössischen Nationalturnverband (ENV)                           | 2017 Eschenbach LU                  | 400               | 5'000                 | ? |
| 1971 | Ländlermusikfest / Volksmusikfest                         | Sargans               | Verband Schweizer Volksmusik                                        | 2015 Aarau                          | 1'500             | 100'000               | 13. Eidgenössisches Volksmusikfest in Crans-Montana vom 19. bis 22. September 2019                     |
| 1978 | Jungmusikantentreffen                                     | Zug                   | Verband Schweizer Volksmusik                                        | 2017 Baar                           | 400               |                       | 2021                                                                                                   |
| 1979 | Eidgenössisches Scheller- und Trychlertreffen             | Euthal                | einladende Ortsgruppe                                               | 2017 Märstetten                     | 3'000             | 35'000                | 2020 Bremgarten AG                                                                                     |
| 1992 | Eidgenössisches Frauen- und Meitlischwingfest (Schwingen) | Aeschi bei Spiez      | Eidgenössischer Frauenschwingverband EFSV und einladende Ortsgruppe | 2018 Uezwil AG                      | 126               | 1'100                 | 29. September 2019 Menznau                                                                             |
| 2008 | Jungtambouren- und Pfeiferfest                            | Zofingen              | Schweizerischer Tambouren- und Pfeiferverband (STPV)                | 2018 Bulle                          |                   |                       | 25.-27. September 2020 in Aarau                                                                        |
| 2013 | Schweizer Jugendmusikfest                                 | Zug                   | jugendmusik.ch                                                      | 2019 Burgdorf                       |                   |                       | 16.-17. September 2023 in St. Gallen                                                                   |